# Liste der Baudenkmäler in Hüls (Krefeld)
Die Liste der Baudenkmäler in Hüls (Krefeld) enthält die denkmalgeschützten Bauwerke auf dem Gebiet von Krefeld-Hüls, Stadtbezirk Hüls, in Nordrhein-Westfalen (Stand: April 2020). Diese Baudenkmäler sind in der Denkmalliste der Stadt Krefeld eingetragen; Grundlage für die Aufnahme ist das Denkmalschutzgesetz Nordrhein-Westfalen (DSchG NRW).

| Bild                                                     | Bezeichnung                                              | Lage                                                      | Beschreibung | Bauzeit          | Eingetragen seit | Denkmal- nummer |
| -------------------------------------------------------- | -------------------------------------------------------- | --------------------------------------------------------- | --- | ---------------- | ---------------- | --------------- |
| weitere Bilder                                           | Jüdischer Friedhof Hüls                                  | Roßmühle/Steeg Am Strathhof Karte                         | | ab 1891          |                  | 929             |
| weitere Bilder                                           | Botzhof                                                  | Flöthbach/Plankerdyk Botzweg 6–36 Karte                   | |                  |                  | 728             |
|                                                          |                                                          | Hüls-Ortskern Doeckelstraße 5 Karte                       | |                  |                  | 549             |
| weitere Bilder                                           | ehemalige Hülser Burg                                    | Flöthbach/Plankerdyk Herrenweg Karte                      | | ab 1455          |                  | 85              |
| Kriegerdenkmal                                           | Kriegerdenkmal                                           | Orbroich/Hülser Bruch Hinterorbroich Karte                | | um 1883          | 12.11.2020       | 1030            |
| weitere Bilder                                           | Düwel                                                    | Orbroich/Hülser Bruch Hinterorbroich 26 Karte             | | 1828             |                  | 86              |
|                                                          |                                                          | Hüls-Ortskern Hülser Markt 1 Karte                        | | 1907             |                  | 398             |
| Wohnhaus mit rückwärtiger Grünfläche und Backsteinmauer  | Wohnhaus mit rückwärtiger Grünfläche und Backsteinmauer  | Hüls-Ortskern Hülser Markt 8 Karte                        | |                  |                  | 1008            |
|                                                          |                                                          | Hüls-Ortskern Hülser Markt 9 Karte                        | | 1908             |                  | 942             |
| weitere Bilder                                           | Rathaus Hüls                                             | Hüls-Ortskern Hülser Markt 11 Karte                       | | um 1850          |                  | 90              |
| weitere Bilder                                           |                                                          | Hüls-Ortskern Hülser Markt 12 Karte                       | |                  |                  | 91              |
|                                                          |                                                          | Hüls-Ortskern Hülser Markt 13 Karte                       | |                  |                  | 399             |
|                                                          |                                                          | Hüls-Ortskern Hülser Markt 14 Karte                       | |                  |                  | 400             |
| weitere Bilder                                           | Schultheißenhaus                                         | Hüls-Ortskern Hülser Markt 15 Karte                       | | 1667             |                  | 92              |
|                                                          |                                                          | Hüls-Ortskern Hülser Markt 19 Karte                       | | 1906             |                  | 401             |
| weitere Bilder                                           | Katholische Pfarrkirche St. Cyriakus                     | Hüls-Ortskern Hülser Markt 21 Karte                       | | 1865–1870        |                  | 121             |
| ehemaliges Cäcilienkloster ehemaliges Rathaus und Schule | ehemaliges Cäcilienkloster ehemaliges Rathaus und Schule | Hüls-Ortskern Im Konvent 1 Tönisberger Straße 18 Karte    | | 1854             |                  | 226             |
| ehemaliges Cäcilienkloster                               | ehemaliges Cäcilienkloster                               | Hüls-Ortskern Im Konvent 2 Karte                          | |                  |                  | 598             |
| ehemaliges Cäcilienkloster                               | ehemaliges Cäcilienkloster                               | Hüls-Ortskern Im Konvent 3 Karte                          | |                  |                  | 599             |
| ehemaliges Cäcilienkloster                               | ehemaliges Cäcilienkloster                               | Hüls-Ortskern Im Konvent 4 Karte                          | |                  |                  | 600             |
| ehemaliges Cäcilienkloster                               | ehemaliges Cäcilienkloster                               | Hüls-Ortskern Im Konvent 5 Karte                          | |                  |                  | 601             |
| ehemaliges Cäcilienkloster                               | ehemaliges Cäcilienkloster                               | Hüls-Ortskern Im Konvent 6 Karte                          | |                  |                  | 636             |
| ehemaliges Cäcilienkloster                               | ehemaliges Cäcilienkloster                               | Hüls-Ortskern Im Konvent 7 Karte                          | |                  |                  | 637             |
| ehemaliges Cäcilienkloster                               | ehemaliges Cäcilienkloster                               | Hüls-Ortskern Im Konvent 8 Karte                          | |                  |                  | 638             |
| ehemaliges Cäcilienkloster                               | ehemaliges Cäcilienkloster                               | Hüls-Ortskern Im Konvent 9 Karte                          | |                  |                  | 639             |
| ehemaliges Cäcilienkloster                               | ehemaliges Cäcilienkloster                               | Hüls-Ortskern Im Konvent 10 Karte                         | |                  |                  | 640             |
| ehemaliges Cäcilienkloster                               | ehemaliges Cäcilienkloster                               | Hüls-Ortskern Im Konvent 11 Karte                         | |                  |                  | 641             |
| ehemaliges Cäcilienkloster                               | ehemaliges Cäcilienkloster                               | Hüls-Ortskern Im Konvent 12 Karte                         | |                  |                  | 642             |
| ehemaliges Cäcilienkloster                               | ehemaliges Cäcilienkloster                               | Hüls-Ortskern Im Konvent 13 Karte                         | |                  |                  | 643             |
| ehemaliges Cäcilienkloster                               | ehemaliges Cäcilienkloster                               | Hüls-Ortskern Im Konvent 14 Karte                         | |                  |                  | 644             |
|                                                          |                                                          | Hüls-Ortskern Kempener Straße 12 Karte                    | |                  |                  | 562             |
|                                                          |                                                          | Hüls-Ortskern Kempener Straße 13 Karte                    | | 1907             |                  | 772             |
|                                                          |                                                          | Hüls-Ortskern Kempener Straße 15 Karte                    | |                  |                  | 773             |
|                                                          |                                                          | Hüls-Ortskern Kempener Straße 17 Karte                    | |                  |                  | 774             |
| weitere Bilder                                           | Hülser Klausur                                           | Hüls-Ortskern Klausur 1–13 Karte                          | | Ende des 14. Jh. |                  | 113             |
| weitere Bilder                                           | Scheifen-Heiligenhäuschen                                | Orbroich/Hülser Bruch Klever Straße Hinterorbroich Karte  | | 1625             |                  | 887             |
|                                                          |                                                          | Hüls-Ortskern Klever Straße 10 Karte                      | |                  |                  | 993             |
| sogenanntes Mennonitenhaus                               | sogenanntes Mennonitenhaus                               | Hüls-Ortskern Klever Straße 42 Karte                      | |                  |                  | 114             |
| weitere Bilder                                           | Zur Rose                                                 | Hüls-Ortskern Konventstraße 1 Karte                       | | 1588             |                  | 123             |
| weitere Bilder                                           |                                                          | Hüls-Ortskern Konventstraße 2 Karte                       | |                  |                  | 729             |
| weitere Bilder                                           | Zum goldenen Engel                                       | Hüls-Ortskern Konventstraße 3 Karte                       | | 1779             |                  | 402             |
| weitere Bilder                                           |                                                          | Hüls-Ortskern Konventstraße 5 Karte                       | |                  |                  | 965             |
| weitere Bilder                                           |                                                          | Hüls-Ortskern Konventstraße 13 Karte                      | heutige Nutzung als Heimatmuseum „Hülser Heimatstuben“ |                  |                  | 124             |
| weitere Bilder                                           | Konventkirche                                            | Hüls-Ortskern Konventstraße 15 Karte                      | | 1713–1737        |                  | 122             |
| weitere Bilder                                           |                                                          | Hüls-Ortskern Konventstraße 20 Karte                      | | 1785             |                  | 403             |
| weitere Bilder                                           | ehemalige Kaplanei                                       | Hüls-Ortskern Konventstraße 22 Karte                      | | 1701             |                  | 125             |
| weitere Bilder                                           | Hofanlage                                                | Orbroich/Hülser Bruch Mittelorbroich 34 Karte             | | 1825 1832        |                  | 162             |
| weitere Bilder                                           | Stengshof                                                | Orbroich/Hülser Bruch Mittelorbroich 100 Karte            | | 1594             |                  | 913             |
| weitere Bilder                                           | Haus Gastendonk                                          | Orbroich/Hülser Bruch Mittelorbroich 125 Karte            | |                  |                  | 163             |
| weitere Bilder                                           | Grenzstein                                               | Flöthbach/Plankerdyk Plankerdyky Bruckersche Straße Karte | Nach der Schlichtung von Streitigkeiten zwischen dem Königreich Preußen und dem Kurfürstentum Köln wurde die Grenze im Jahr 1726 durch vierzehn „neu eingesetzte steinerne Pfähle“ gesichert, von denen heute noch neun dieser Grenzsteine erhalten sind. Sie markieren die Grenze der Herrlichkeit Krefeld von der Glockenspitz über Schützenhof bis Schicksbaum. Auf der Stirnseite findet sich das Moerser Wappen und (darunter) der Schriftzug „Crevelt“, auf der Rückseite das kurkölnische Wappen und (darunter) der Schriftzug „Kempen“. Auf den anderen Seiten findet sich die Jahreszahl „1726“ und die laufende Nummer des Grenzsteins. | 1726             |                  | 607             |
| weitere Bilder                                           | Grenzstein                                               | Flöthbach/Plankerdyk Plankerdyk 70 Karte                  | s. Anmerkungen zu Grenzstein Plankerdyk/Bruckersche Straße | 1726             |                  | 606             |
| Fußfallstation                                           | Fußfallstation                                           | Roßmühle/Steeg Reepenweg Karte                            | |                  |                  | 888             |
| Pastorat                                                 | Pastorat                                                 | Flöthbach/Plankerdyk Rektoratsstraße 19 Karte             | | vmtl. 18. Jh.    |                  | 181             |
| weitere Bilder                                           | Vikarie                                                  | Flöthbach/Plankerdyk Rektoratsstraße 21 Karte             | | 17. Jh.          |                  | 182             |
|                                                          |                                                          | Hüls-Ortskern Schulstraße 20 Karte                        | |                  |                  | 621             |
|                                                          |                                                          | Hüls-Ortskern Schulstraße 22 Karte                        | |                  |                  | 622             |
|                                                          |                                                          | Hüls-Ortskern Schulstraße 44 Karte                        | |                  |                  | 394             |
| Teil der Hülser Stadtmauer                               | Teil der Hülser Stadtmauer                               | Hüls-Ortskern Tönisberger Straße Karte                    | |                  |                  | 588             |
|                                                          |                                                          | Hüls-Ortskern Tönisberger Straße 53 Karte                 | |                  |                  | 391             |
| Villa und ehemaliges Verwaltungsgebäude                  | Villa und ehemaliges Verwaltungsgebäude                  | Hüls-Ortskern Tönisberger Straße 67, 69 Karte             | ⊙ | Anfang 20. Jh.   | 18.11.2020       | 1031            |
| weitere Bilder                                           | Darder-Heiligenhäuschen                                  | Flöthbach/Plankerdyk Tönisvorster Straße Karte            | | 1657             |                  | 886             |
| BW                                                       | ehemaliger Keggenhof                                     | Orbroich/Hülser Bruch Vorderorbroich 45, 47 Karte         | |                  | 29. Mai 2019     | 1012            |
| weitere Bilder                                           | ehemalige Schule                                         | Orbroich/Hülser Bruch Vorderorbroich 111 Karte            | |                  |                  | 813             |
|                                                          |                                                          | Hüls-Ortskern Zur Klausur 2 Karte                         | |                  |                  | 404             |
|                                                          |                                                          | Hüls-Ortskern Zur Klausur 4 Karte                         | |                  |                  | 289             |